# روبرت بيتر أغيلار
روبرت بيتر أغيلار (بالإنجليزية: Robert Peter Aguilar)‏ هو قاضي ومحامي أمريكي، ولد في 1931 في ماديرا في الولايات المتحدة.